# 2023年至2024年度香港政府財政預算案
《2023年至2024年度香港政府財政預算案》，是財政司司長陳茂波於2023年2月22日在立法會綜合大樓發表的香港政府財政預算案。

## 內容摘要

### 全速復蘇
- 力吸訪客 省靚香港招牌
  - 動用逾2.5億元繼續舉辦大型盛事
  - 提供約3億元爭取更多大型盛事、會議和展覽在香港舉行
  - 向100萬名訪港旅客發放消費美食禮遇
  - 撥款5,000萬元加強推廣香港新優勢
- 開心香港
  - 啟動以市民為對象的「開心香港」活動，聚焦美食體驗、愉快遊樂、文青創作
  - 在香港境內多個地區舉辦大型美食市集
  - 於夏季籌辦以維多利亞港為舞台的大型海陸嘉年華
  - 西九文化區、迪士尼樂園、海洋公園、數碼港、科技園、香港賽馬會等將舉辦主題特色活動
- 派發電子消費券
  - 向每名合資格的18歲或以上永久性居民及新來港人士，分兩期發放總額5,000元電子消費券
  - 原已登記合資格人士：在4月先發放3,000元消費券，餘額2,000元在年中發放
  - 新符合資格人士：經登記後在年中分兩期發放
  - 透過不同入境計劃在港居住及來港升學的合資格人士：發放總額2,500元消費券
- 支援企業
  - 寬減2022/23課稅年度100%利得稅，上限6,000元
  - 寬減2023/24年度首兩季非住宅物業差餉，每季上限1,000元
  - 寬減合資格政府處所／短期租約及豁免書50%租金和費用，為期6個月
  - 延長「中小企融資擔保計劃」各擔保產品申請期至2024年3月
  - 向合資格客運營辦商和持牌旅行代理商提供百分百貸款擔保，4月推出
  - 延長「旅行社鼓勵計劃」至2023年6月
  - 向「旅行社資訊科技發展配對基金計劃」注資3,000萬元，鼓勵業界升級轉型
- 支援市民
  - 寬減2022/23課稅年度100% 的薪俸稅和個人入息課稅，上限6,000元
  - 寬減2023/24年度首兩季住宅物業差餉，每季上限1,000元
  - 發放額外半個月綜援標準金額、高齡津貼、長者生活津貼或傷殘津貼；在職家庭津貼亦作相若安排
  - 延長「公共交通費用補貼計劃」臨時特別措施6個月（至2023年10月）
  - 為參加2024年香港中學文憑考試的學校考生代繳考試費
  - 補貼每個合資格電力住宅用戶戶口1,000元，並延長向該等用戶提供每月50元電費紓緩金至2025年底
  - 2023/24課稅年度起，增加子女基本免稅額及子女出生課稅年度的額外免稅額，由12萬元增至13萬元

### 高質量發展
- 數字經濟
  - 就建立人工智能超算中心進行可行性研究
  - 預留5億元推行「數碼轉型支援先導計劃」，協助中小企應用現成基礎數碼方案配套
  - 預留2億元提升「智方便」平台，改善用戶體驗
  - 建議電訊商就將來投得無線電頻譜而繳付的頻譜使用費可獲扣稅
- 第三代互聯網
  - 撥款5,000萬元加速推動Web3生態圈發展
  - 成立專責小組就虛擬資產的可持續發展提供意見
- 國際綠色科技及金融中心
  - 成立「綠色科技及金融發展委員會」，就綠色科技、綠色金融、綠色標準認證等制訂行動綱領
  - 舉辦「國際綠色科技周」
- 引進企業、匯聚人才
  - 引入公司遷冊機制，吸引外地企業遷冊到香港
  - 推出新的「資本投資者入境計劃」：申請人在港投放一定金額的資產（不包括物業投資），經審批後可在香港居住及發展

### 對接國家發展戰略
- 創新科技
  - 撥出60億元資助大學和科研機構設立生命健康科技主題研究院
  - 預留30億元推動人工智能、量子科技等前沿科技領域的基礎研究
  - 設立「微電子研發院」，強化產學研合作，加快「從一到N」 成果轉化
  - 預留逾2.6億元予數碼港，以培育智慧生活初創企業
  - 科技園公司向「科技企業投資基金」增資4億元，並額外投放1.1億元推出「共同企業加速計劃」
  - 就興建第二個先進製造業中心進行可行性研究
- 金融
  - 計劃在下年度發行不少於500億元銀色債券及150 億元綠色零售債券
  - 計劃未來在政府綠色債券和基礎建設債券中，撥出一定比例優先供強積金基金投資
  - 為投資推廣署提供1億元吸引更多家族辦公室來港
  - 探討讓香港和泰國旅客分別利用「轉數快」及泰國「PromptPay」在當地付款
  - 檢視代幣化債券發行在香港的發展潛力和前景
  - 延長「保險相連證券資助先導計劃」2年
  - 繼續與內地探討互聯互通擴容增量和優化安排
  - 於2023年第一季實施先進科技公司上市制度
  - 就GEM提出具體改革建議並諮詢持份者
- 航空
  - 全力推動「機場城市」發展策略
  - 完善飛機租賃稅務優惠制度，吸引飛機租賃公司落戶香港
- 航運
  - 成立專責小組推動香港國際高端航運服務業發展，並提出行動綱領
  - 預留2,000萬元推動高端航運服務業的策略研究和交流，並擴大年度「香港海運周」的規模
- 貿易
  - 增撥 5.5 億元予貿易發展局協助企業開拓新興市場
  - 向「BUD專項基金」注資 5 億元，並加快審批申請
  - 撥款1億元予生產力局以加強協助中小企申請政府資助
- 知識產權貿易
  - 推行「專利盒」稅務優惠，鼓勵創科研發成果註冊專利
  - 向知識產權署增撥1,000萬元聘請和培育專利審查員
- 法律及爭議解決服務
  - 爭取落實大灣區內通用的線上調解平台
- 中外文化藝術交流
  - 撥出逾1.5 億元，支持香港藝術家到大灣區參與演出及創作，並舉辦2024年「粵港澳大灣區文化藝術節」
  - 向「創意智優計劃」注資 5 億元，支持創意產業

### 創造容量
- 人才資源
  - 金融：推出「專上學生金融科技實習計劃」，並延長「提升保險業和資產財富管理業人才培訓先導計劃」3年
  - 航空：「大灣區青年航空業實習計劃」首年名額增至450個
  - 航運：向「海運及空運人才培訓基金」注資2億元，加強人才培訓
  - 科技：增撥3億元，向每所公帑資助中學提供最多100萬元舉辦與資訊科技相關的課外活動
  - 建造業：撥款約1億元，為建造業相關課程學員提供在職培訓津貼
- 漁農業發展
  - 與業界攜手制訂「漁農業可持續發展藍圖」

### 土地房屋
- 北部都會區
  - 籌備成立「北部都會區統籌辦事處」，並就新田科技城的發展方案和布局展開諮詢
- 土地房屋
  - 2023/24年度賣地計劃（共12幅住宅用地）、鐵路物業發展、私人發展和重建及市區重建局項目的潛在土地供應可興建逾20,000個單位；另3幅商業用地及3幅工業用地提供約20萬平方米商業樓面面積和17萬平方米工業樓面面積
  - 於2023至2028年期間提供可興建不少於72,000個私營房屋單位土地
  - 公營房屋：已覓得足夠土地興建約36萬個單位
  - 私營房屋：2023年起計的5年內，每年平均落成量超過19,000個，期間的一手私人住宅單位潛在供應量約有10.5萬個
- 建造業應用創新科技
  - 預留7,500萬元，就成立建築研發及測試中心、興建先進建造業產業大樓和加強「組裝合成」供應鏈作研究
- 印花稅
  - 目前各項住宅物業需求管理措施（俗稱「辣招」）維持不變
  - 調整買賣或轉讓住宅及非住宅物業須繳付的從價印花稅（第2標準稅率）稅階，以減輕一般家庭購置自住物業（特別是中小型單位）的負擔，即日生效

### 宜居城市
- 綠色城市
  - 預留2億元，開展氫燃料電池雙層巴士及重型車輛試驗
  - 預留3.5億元資助港內線渡輪營辦商建造及試驗電動渡輪和充電設施
  - 為的士業界提供百分百擔保貸款，鼓勵更換純電動的士
  - 增撥6,200萬元，為更多場所收集廚餘，並擴大在公共屋邨收集廚餘的試驗計劃
- 醫療衞生
  - 預留足夠財政資源，按《基層醫療健康藍圖》推出「慢性疾病共同治理先導計劃」和優化長者醫療券措施
  - 向中醫藥發展基金注資5億元
  - 控煙政策：即時將每支香煙的煙草稅調高0.6港元，並按同等比例提高其他煙草產品稅率
- 青年發展
  - 研究為運動攀登、滑板等青少年喜愛的「城市運動」提供合適場地
  - 推出「職業專才教育中學先導計劃」，並恆常推出應用教育文憑課程

### 關愛共融
- 婦女發展：預留1億元加強支持婦女發展
- 支援特殊需要學前兒童：增撥約1.7億元經常開支以恆常化「第一層支援服務」
- 恆常化多項支援長者和照顧者計劃，涉及經常開支逾13億元
- 鼓勵聘用年長僱員：提高僱主為65歲或以上僱員所作自願性強積金供款的稅務扣減，由100%增至200%
- 長者和殘疾人士院舍：提供誘因，鼓勵市場提供更多優質私營院舍
- 豁免合資格分間單位每個獨立水錶的按金和費用

### 公共財政
- 2022/23年度：預計赤字為1,398億元，財政儲備在2023年3月底預計為8,173億元
- 2023/24年度：預計赤字為544億元
- 2024/25至2027/28年度：預計可維持盈餘，財政儲備在2028年3月預計為9,837億元
- 該年度維持利得稅和薪俸稅稅率不變
- 自2023/24年度起向香港賽馬會徵收每年24億元的「額外足球博彩稅」，爲期5年。香港賽馬會承諾不會減少對本地慈善事業的承擔
- 進一步擴大綠色債券計劃以涵蓋可持續金融項目，並成立「基礎建設債券計劃」，更好管理大型基建現金流
- 繼續恪守量入為出的財政紀律，發債所得資金不會用作支付經常性開支

## 外部連結
- 2023年至2024年度香港政府財政預算案網頁 （页面存档备份，存于）